# Ian Rowling
Ian Mark Rowling (* 10. Februar 1967 in Epping, Vereinigtes Königreich) ist ein ehemaliger australischer Kanute.

## Erfolge
Ian Rowling gehörte bei den Olympischen Spielen 1992 in Barcelona neben Ramon Andersson, Kelvin Graham und Steve Wood zum australischen Aufgebot im Vierer-Kajak. Sie gewannen ihren Vorlauf und qualifizierten sich nach einem dritten Platz im Halbfinale für den Endlauf. Die 1000-Meter-Distanz absolvierten sie dort in 2:56,97 Minuten, womit sie hinter dem deutschen Vierer-Kajak und der ungarischen Mannschaft die Bronzemedaille gewannen.
Bereits ein Jahr zuvor wurde er in Paris mit dem Vierer-Kajak über 10.000 Meter Vizeweltmeister.